# Grainhof
Grainhof ist ein Gemeindeteil von Markt Indersdorf im oberbayerischen Landkreis Dachau.

## Geschichte
Die Einöde Grainhof („Grünhof“; „Grüner Grasfleck im dunklen Wald“) gehörte ursprünglich zu Lanzenried und wie dieses zur Pfarrei Langenpettenbach. Grundherr war das Kloster Indersdorf. Nach der Klosterauflösung konnte außerhalb des Anwesens Lanzenried ein neues Anwesen errichtet werden. Der Grainhof gehörte später zur Gemeinde Ainhofen. Seit dem 1. Januar 1972 gehört er zu Markt Indersdorf.

## Besitzerfolge
Um 1780 Florian Scherm aus der Oberpfalz, um 1802 Sebastian Gottschalk aus Pirschberg in der Oberpfalz, 1838 Anton Wagner aus Klenau, 1866 Johann Baptist Gottschalk, 1903 Johann Gottschalk, 1945 Anton Gottschalk, 1946 Josef Gottschalk, um 1960 Anton Kölbl.

## Der Raubmord
Kurz nach Kriegsende drangen am 6. Juli 1945 Unbekannte in das dunkle Haus ein, erschossen den frisch verheirateten Hofbesitzer Anton Gottschalk und raubten die wertvollen Gegenstände, welche sich im Haus befanden. Durch Zufall kam ein Bruder des Anton Gottschalk vorbei. Auch dieser wurde erschossen. Bei den Unbekannten handelte es sich um eine Gruppe von Polen, die mehrere Überfälle in der Region begangen hatten. Der Kopf der Bande wurde in München zu lebenslanger Haft verurteilt.